# Brian Transeau
Brian Wayne Transeau (Rockville, Maryland, 1971. október 4. –) amerikai elektronikus zenei producer, közismertebb nevén BT.
Őt nevezik a trance szülő atyjának és a tánc zene hercegének, kitűnő zenei érzéke miatt. Napjainkban rengeteg elismerést kap filmzenei munkái miatt is, valamint rengeteg saját szerzeménye szerepelt filmekben, mint például: MadSkillZ- a Zoolanderben, a The Revolution a Lara Croftban és videojátékokban Need for Speed: Most Wanted-ben a Tao of the Machine, FIFA2002-ben a Never Gonna Come Back Down.
Többek között BT irta a Halálos Iramban (Fast & the Furious), A Rém (The Monster) és Nyomás Go) zenéjét is.
Mint lemezlovas, dj nem igazán ismerhetjük, egy mixlemezen el is mondja, nem tartja magát dj-nek.
Társszerzőként sok álnevet használt, többek között 'Kaistar, Libra, Elastic Chakra, GTB. 
Irt zenét többek között az NSync-nek, Britney Spears-nek, és Sting-nek is.

## Diszkográfia

### Albumok
- 1995 - Ima
- 1997 - ESCM
- 1999 - Movement in Still Life
- 2003 - Emotional Technology
- 2006 - This Binary Universe
- 2010 - These Hopeful Machines
- 2013 - A Song Across Wires

### Kislemezek
- 2001 - Still Life in Motion

### Összeállítások
- 2001 - Rare & Remixed
- 2002 - 10 Years in The Life